# 楊纘緒 (康熙進士)
杨缵绪（？—？），字式光，号节庵，广东澄海縣人，清朝政治人物。同进士出身。

## 生平
康熙六十年（1721年）辛丑科進士。選翰林院庶吉士，散館補吏部員外郎。乾隆七年（1742年）任松江府知府。官至陝西按察使。
其故居为广东省省级文物保护单位。